# Daniel D. Pratt

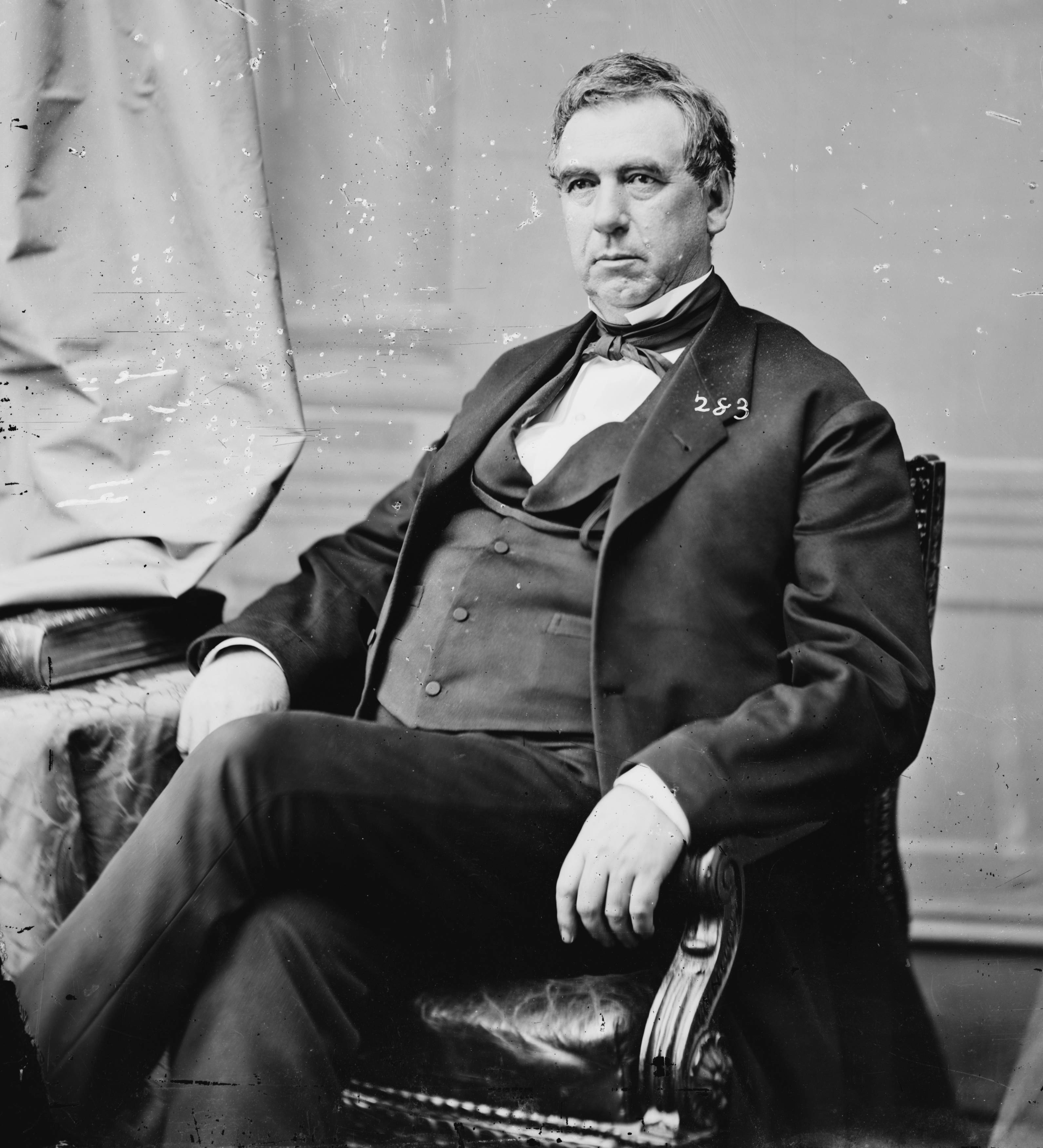
Daniel D. Pratt

Daniel Darwin Pratt (* 26. Oktober 1813 in Palermo, Waldo County, Massachusetts; † 17. Juni 1877 in Logansport, Indiana) war ein US-amerikanischer Politiker (Republikanische Partei), der den Bundesstaat Indiana im US-Senat vertrat.
Der im heutigen Maine geborene Daniel Pratt zog mit seinen Eltern schon früh in den Staat New York, wo sich die Familie in Fenner ansiedelte. Er besuchte dort die öffentlichen Schulen und eine Seminarschule in Cazenovia, ehe er 1831 seinen Abschluss am Hamilton College in Clinton machte. 1832 zog er nach Indiana und arbeitete dort als Lehrer. Ab 1834 lebte er in Indianapolis und war dort in der Behörde des Secretary of State beschäftigt. Schließlich studierte er die Rechtswissenschaften, trat der Anwaltskammer bei und begann in Logansport zu praktizieren.
In den Jahren 1851 und 1853 gehörte Pratt jeweils als Abgeordneter dem Repräsentantenhaus von Indiana an. 1868 wurde er in das Repräsentantenhaus des 44. US-Kongresses gewählt; bevor er dieses Amt jedoch antrat, legte er sein Mandat bereits wieder nieder, weil zwischenzeitlich auch seine Wahl in den Senat erfolgt war. Er verblieb dort vom 4. März 1869 bis zum 3. März 1875. Während dieser Zeit war er unter anderem Vorsitzender des Pensionsausschusses.
US-Präsident Ulysses S. Grant ernannte Pratt danach zum Leiter der Bundessteuerbehörde (Commissioner of Internal Revenue). Dieses Amt übte er bis 1876 aus. Im folgenden Jahr starb er in Logansport.